# Saint-Roch
Saint-Roch [sɛ̃⁠ʀɔk] ist eine französische Gemeinde mit 1.335 Einwohnern (Stand: 1. Januar 2022) im Département Indre-et-Loire in der Region Centre-Val de Loire; sie gehört zum Arrondissement Chinon und zum Kanton Château-Renault. Die Einwohner werden Rochiens und Rochiennes genannt.

## Geographie
Die Gemeinde Saint-Roch liegt etwa zehn Kilometer nordwestlich von Tours. Saint-Roch besteht aus den Siedlungen La Vallée, Le Chêne, La Picherie und  Le Tremblay.Umgeben wird Saint-Roch von den Nachbargemeinden Semblançay im Norden, Charentilly im Nordosten und Osten, Fondettes im Osten und Süden, Luynes im Südwesten und Westen sowie Pernay im Westen und Nordwesten.

## Bevölkerungsentwicklung
| Jahr                       | 1962 | 1968 | 1975 | 1982 | 1990 | 1999 | 2006 | 2013 | 2021 |
| Einwohner                  | 240  | 223  | 257  | 535  | 853  | 871  | 1168 | 1278 | 1308 |
| Quellen: Cassini und INSEE |      |      |      |      |      |      |      |      |      |

## Sehenswürdigkeiten
- Pfarrkirche Saint-Roch aus dem 11. Jahrhundert
- Schloss Le Tremblay aus dem 19. Jahrhundert